# Grb Bruneja
Grb Bruneja čini središnji dio zastave Bruneja. Usvojen je 1932. Sastoji se od zastave, kraljevskog kišobrana, krila, ruku i polumjeseca. Na polumjesecu se nalazi natpis na arapskom jeziku (Uvijek u službi s Božjim vodstvom). Ispod grba je traka s natpisom na arapskom "Brunei Darussalam" (Brunej, zemlja mira). 

## Također pogledajte
- Zastava Bruneja